# STARTO ENTERTAINMENT
주식회사 STARTO ENTERTAINMENT(株式会社 STARTO ENTERTAINMENT, スタートエンターテイメント, 스타토 엔터테인먼트)는 일본의 연예 기획사이다. 소재지는 도쿄도 미나토구에 위치한다.

## 개요
1962년 설립된 쟈니즈 사무소에서 역사를 이어 받아, 이 사무소에 소속되어 있던 탤런트의 매니지먼트 및 육성 업무를 담당한다. 이 사무소의 창립자이자 대표였던 故 자니 키타가와의 성적 학대 의혹에 대한 문제 여파로 2023년 10월 17일에 새롭게 설립되었다.
사명의 의미는 '시작'을 의미하는 스타트(Start)의 일본식 발음인 스타토(スタート)이자 「STAR + TO(미래를 향하다)」의 조어다.

## 연혁
- 2023년
  - 10월 17일 - 에이전트 준비 주식회사를 도쿄도 미나토구 아카사카 8가 11번 20호에 설립[2][5]
  - 12월 8일 - 주식회사 STARTO ENTERTAINMENT의 상호가 결정하고, 회사명을 변경. 대표이사 CEO에 후쿠다 아츠시, 이사 COO에 이노하라 요시히코(20th Century)가 취임[3][주 2]
- 2024년
  - 날짜불명 - 이노하라 요시히코가 이사 COO에서 이사 CMO로 직책 변경.[8]
  - 4월 10일 - 전면 가동 개시.[9][10] SMILE-UP.로부터 4월 1일자로 입사한 직원 185명과 탤런트 28조 295명으로의 선출이 되었다.[11][12]
  - 4월 12일 - TOKIO 및 멤버 개인이 소속된 주식회사 TOKIO가 에이전트 계약을 체결했다.[13]
  - 4월 19일 - 아라시가 그룹 에이전트 계약을 체결.[14]
  - 4월 29일 - 간사이 출신, 신유닛 프로젝트로서 SUPER EIGHT·WEST.·나니와단시의 3조로 구성된 “KAMIGATA BOYZ”가 결성되었다.[15]
  - 5월 15일 - A에! group이 STARTO ENTERTAINMENT 창립 후 첫 CD 데뷔.[16]
  - 5월 23일 - King & Prince가 그룹 에이전트 계약을 체결.[17]
  - 7월 11일 - 공식 X 개설.[18]
  - 7월 29일 - 「×××××.POP UP STORE」가 명칭 변경해, 공식 숍 「패미쿠라 스토어」가 오픈.[19][20]
  - 8월 23일 - 공식 사이트 내에 계약 재능에 대한 권리 침해에 관한 통보 창구를 설치.[21]
  - 9월 5일 - 콘서트나 무대를 많이 주최하는 주식회사 영 커뮤니케이션과 함께, 티켓을 고액 전매 목적으로 출품하는 인물에 대해서 발신자 정보 공개 청구를 한 것을 발표해, 부정 전매 행위의 박멸을 위한 자세를 나타낸다.[22][주 3]

## 임원
- 대표이사 CEO: 후쿠다 아츠시
- 이사 COO : 츠구다 신이치로
- 이사 CMO: 이노하라 요시히코(20th Century)
- 이사 CFO: 다츠키 이치히로
- 이사 CCO: 와다 미카
- 사외 이사: 타키야마 마사오
- 감사원 : 요시무라 유이치

## 특색

### 에이전트 계약 도입
일본의 많은 연예사무소는 소속 탤런트와 “매니지먼트 계약”을 맺고 있지만, STARTO ENTERTAINMENT는 “에이전트 계약”도 도입하고 있다. “매니지먼트 계약”에서는 일반적인 직장인과 마찬가지로 탤런트는 연예사무소에 소속되어 사무소가 관리 업무의 대부분을 담당한다. 탤런트 보상은 그만큼 적어져 일을 자유롭게 받기도 어렵다. 한편 “에이전트 계약”에서는 개인사업자와 마찬가지로 탤런트는 연예사무소와 독립적이며, 탤런트 개인이 자신의 관리업무의 대부분을 한다. 사무소는 기업에 영업이나 갤러 협상 등을 실시해 탤런트에 일을 알선한다. 기업과 계약하는 것은 탤런트 개인이며, 보상은 기업에서 탤런트로 직접 지불된다.
STARTO ENTERTAINMENT는 이러한 2개의 계약 형태를 병용해, 육성이나 관리가 필요한 탤런트는 매니지먼트 계약, 이미 개인으로 벌 수 있는 힘이 충분히 있는 탤런트는 에이전트 계약,이라고 하는 선택을 가능하게 하고 있다.
2024년 9월 현재 다음 그룹 및 개인이 에이전트 계약을 체결했음을 나타낸다.
그룹
- TOKIO[25]
- 아라시[26]
- King & Prince[17]

개인
- 오노 사토시&아이바 마사키&사쿠라이 쇼(아라시)[27]
- 키쿠치 후마(timelesz)[28]
- 카와이 후미토[29]
- 나카마루 유이치(KAT-TUN) - 에이전트와 관리 믹스[30]

공연
여기에서는 STARTO ENTERTAINMENT가 주최하는 공연에 대해 기술한다.

### WE ARE! Let's get the party STARTO!!
연출은 마츠모토 준, 오쿠라 타다요시가 다룬다. 13조 72명(교세라 돔 오사카 공연은 NEWS를 포함한 14조·75명)가 참가해, 3공연으로 14만 5000명을 동원. 5월 30일 오사카 공연은 FAMILY CLUB online 에서 생방송 전달도 진행됐다.
또, 이 이벤트에 출연하는 탤런트(14조 75명)에 의한 프로젝트 「STARTO for you」가 발족. 그 일환으로 자선 싱글 CD 〈WE ARE〉가 제작되어, 디지털 싱글은 4월 10일 21시에 선행 전달되었다. CD는 당초 6월 12일에 릴리스 예정이었지만, 제작 과정의 미비에 의해 7월 24일에 릴리스가 연기되었다. 작품의 수익은 2024년 1월 1일에 발생한 노토반도 지진의 피해자에게 전액 기부된다.
5월 30일 교세라 돔 오사카에서의 공연은 전 44곡이 노컷으로 재편집되고, 메이킹 영상(90분 수록)과 동시에 8월 23일부터 넷플릭스에서 전세계 독점 전달된다.
일정
- 2024년 4월 10일(수) 도쿄 돔
- 2024년 5월 29일(수)·30일(목) 교세라 돔 오사카

출연
- NEWS (오사카 공연만)
- SUPER EIGHT
- KAT-TUN
- Hey! Say! JUMP
- Kis-My-Ft2
- timelesz (사토 쇼리는 영상 출연[38])
- A.B.C-Z
- WEST.
- King & Prince
- SixTONES
- Snow Man
- 나니와단시
- Travis Japan
- A에! group

## 기획 유닛

### KAMIGATA BOYZ
카미가타 보이즈(カミガタボーイズ). 오사카·간사이 박람회를 향해 주니어를 중심으로 라이브를 계속 개최해 온 〈DREAM IsLAND〉 프로젝트의 일환으로서, 2020년에 개최된 《DREAM IsLAND 2020→2025 ~ 사랑하는 이 거리에서~》로부터 4년이 지난 2024년에 오쿠라 타다요시가 중심 역할이 되어 새롭게 결성되었다. 멤버는 SUPER EIGHT, WEST., 나니와단시의 총 3조·총 19명.

## 공식 샵
주식회사 Mercch Company가 운영하는 STARTO ENTERTAINMENT 공식 샵. 1988년 하라주쿠에 쟈니스 사무소 공식 샵으로 오픈한 〈쟈니스 샵〉이 2023년 가을에 전 점포 폐점이 되어, 12월에 '×××××. POP UP STORE'로서 전국 4개소에 다시 오픈, STARTO ENTERTAINMENT로 이어졌다. 2024년 7월 29일부터 〈파미쿠라 스토어〉로 명칭 변경되었다.
2024년 4월부터, WEST.가 ×××××.POP UP STORE 앰배서더를 맡고 있지만, 패밀리 스토어로 변경하고 나서도 계속해서 앰배서더를 맡고 있다. 2024년 9월부터 시작되는 해외 배송 대응 온라인 스토어 〈FAMILY CLUB.STORE 글로벌〉의 서포터에는 Travis Japan이 취임했다.

### 매장
- 패밀리클럽 스토어

2024년 7월 29일 오픈. 패밀리클럽 스토어 후쿠오카점만, 셔틀 버스가 운행되고 있어 하카타역 치쿠시구치~파미쿠라 스토어 후쿠오카간을 잇고 있다. 차내에는 패밀리클럽 스토어의 디자인이 되어 있어 앰배서더에 의한 차내 공지도 들을 수 있다.
- - 패밀리클럽 스토어 시부야

도쿄도 시부야구 진난 1가 16-8 PARKWAY SQUARE 3 1F･2F
- - 패밀리클럽 스토어 나고야

아이치현 나고야시 나카구 마루노우치 3-17-6 나카토우 마루노우치 빌딩 1F
- - 패밀리클럽 스토어 오사카

오사카부 오사카시 기타구 카쿠다초 2-15 실로그 빌딩
- - 패밀리클럽 스토어 후쿠오카

후쿠오카현 후쿠오카시 주오구 지교하마 2-2-1 MARK IS 후쿠오카 모모치 3F
- FAMILY CLUB. STORE GLOBAL - 타이베이시[45]

첫 해외 출점이 되는 팝업 스토어. 2024년 8월 9일 ~ 8월 25일 출점.

### 온라인 스토어
- 패밀리클럽 스토어 온라인

2024년 7월 29일 개설.
- FAMILY CLUB. STORE GLOBAL

해외 발송 대응의 온라인 스토어. 2024년 9월 2일 개설.

### 내용주
1. ↑  2023년 10월 17일에 SMILE-UP.으로 상호 변경
2. ↑  초기에는 SMILE-UP.의 대표이사 사장인 히가시야마 노리유키가 신회사 대표를 겸임할 예정이었지만 사퇴해, SMILE-UP. 사업에 전념하게 된다.[6][7]
3. ↑  STARTO사는, 티켓의 고액 전매의 상황은 항상 주시하고 있지만, 티켓 전매 사이트에 대해서 발신자 정보 공개 청구를 실시하는 것 외에, 본인 확인의 강화 등의 구체적 대책에 대해서는, 대책에 대해서 분명히 그러면 "또한 부정이 늘어날 수 있다"는 견해로 응답은 삼가한다는 것. 「리세일 기능」의 도입에 대해서는, 팬이 도입을 희망하고 있는 것은 인식하고 있지만, 리세일 시스템안에 부정 전매자가 잠입하지 않는지 등 신중하게 검토중이며, 재판매를 실시하려고 한 자가 부정하게 티켓을 구입하고 재판매 사이트에서 판매를 하는 것은 재판매를 도입해도 억제할 수 없기 때문에 재판매를 박멸하기 위해서는 직접 재판매 행위 자체를 방지할 필요가 있다고 견해를 보여주고 있다.[23]

### 참조주
1. ↑  《기업정보》. STARTO ENTERTAINMENT. 2024년 8월 25일에 확인함.
2. 1 2 3 4  “신회사의 발족에 대해서”. 주식회사 STARTO ENTERTAINMENT. 2023년 12월 8일에 원본 문서에서 보존된 문서. 2023년 12월 8일에 확인함.
3. 1 2  “구 쟈니스 사무소의 새로운 회사명은 「STARTO ENTERTAINMENT」, 대표 이사 CEO에 후쿠다 아츠시씨”. 《음악 나탈리》. 나타샤. 2023년 12월 8일. 2023년 12월 8일에 원본 문서에서 보존된 문서. 2023년 12월 8일에 확인함.
4. ↑  “「STARTO」어떻게 줄여? 구 쟈니스 매니지먼트 회사, 신사명에 반향 트렌드 들어가”. 《산케이 뉴스》. 산케이 신문사. 2023년 12월 8일. 2023년 12월 8일에 원본 문서에서 보존된 문서. 2023년 12월 8일에 확인함.
5. ↑  “주식회사 STARTO ENTERTAINMENT 정보”. 국세청. 2023년 12월 21일에 확인함.
6. ↑  “구 쟈니스, 신회사명 정해지는 「STARTO ENTERTAINMENT」”. 《시사닷컴》. 시사통신사. 2023년 12월 8일. 2023년 12월 8일에 원본 문서에서 보존된 문서. 2023년 12월 8일에 확인함.
7. ↑  “히가시야마 노리유키씨가 사퇴한 구 쟈니스의 수락 회사 대표로 후쿠다 아츠시 씨… 신설회사에서 논씨의 대리업무”. 요미우리 신문 온라인. 2023년 12월 8일. 2024년 2월 11일에 확인함.
8. ↑  “STARTO사 이노하라 요시히코 COO가 최고 마케팅 책임자 「CMO」에 직책 변경 육성 부문도 신설”. 《스포츠호치》. 2024년 4월 11일.
9. 1 2 3  “『STARTO ENTERTAINMENT』가 본격 시동 4월・5월에 동서 돔에서 공연 개최”. 《ORICON NEWS》. 2024년 3월 2일. 2024년 3월 3일에 확인함.
10. ↑  {{웹 인
용|url=https://www.nikkansports.com/entertainment/news/202404100001224.html |title=신회사 STARTO ENTERTAINMENT 본격 시동 28조 295명과 「새로운 스테이지로 선출」 |date=2024-04-11 |accessdate=2024-04-11 |website=닛칸스포츠}}
11. ↑  “STARTO사가 공식 시동 28조 295명의 탤런트와의 계약을 보고 「함께 새로운 스테이지로 선출」”. 《Sponichi Annex》 (스포츠닛폰 신문사). 2024년 4월 10일. 2024년 4월 16일에 확인함.
12. ↑  “킨키나 아라시의 이름도 STARTO ENTERTAINMENT 공식 사이트 게재 탤런트/일람”. 《닛칸스포츠》. 2024년 4월 16일에 확인함.
13. ↑  “주식회사 TOKIO가 STARTO ENTERTAINMENT와 에이전트 계약을 체결, 5월에 신사옥으로 이전”. 《음악 나탈리》 (일본어). 2024년 4월 26일에 확인함.
14. ↑  “아라시, 「STARTO ENTERTAINMENT」 그룹 에이전트 계약”. 《ORICON NEWS》. 2024년 4월 26일에 확인함.
15. 1 2 3  ““KAMIGATA BOYZ” SUPER EIGHT×WEST.×나니와단시 집결 “꿈의 협업” 서프라이즈 발표”. 《ORICON NEWS》. oricon ME. 2024년 4월 29일. 2024년 5월 1일에 확인함.
16. ↑  /news/2318660/full/ “A에! group, 5·15에 CD 데뷔 결정 첫 교세라 D 단독 이벤트로 발표, 5만명이 비명” |url= 값 확인 필요 (도움말). 《ORICON NEWS》. 2024년 3월 17일. 2024년 4월 17일에 확인함.
17. 1 2  “King&Prince가 신회사 설립과 에이전트 계약 체결을 보고 개인 계약은 없고 공동 대표”. 《닛칸스포츠》. 2024년 5월 23일. 2024년 5월 23일에 확인함.
18. ↑  “STARTO ENTERTAINMENT가 공식 X 개설 “회사로부터의 다양한 소식을 전달””. 《ORICON NEWS》. oricon ME. 2024년 7월 11일. 2024년 8월 25일에 확인함.
19. 1 2  kr/s/j/diary/detail/3774?ima=5611&cd=shop_info “명칭 변경 공지” |url= 값 확인 필요 (도움말). Merch Company. 2024년 7월 16일. 2024년 7월 23일에 확인함.
20. ↑  {뉴스 인용|url=https://www.oricon 보관됨 2021-06-27 - 웨이백 머신 .co.jp/news/2336400/full/|title=『×××××.POPPSTORE』가 『패미크라 스토어』로 명칭 변경 STARTO사 탤런트 상품을 판매 |publisher=oricon ME|accessdate=2024-07-24}}
21. ↑  “STARTO 회사, 계약 재능 권리 침해에 관한 신고 창구 설치 신고”. 《모델 프레스》. 인터넷 네이티브. 2024년 8월 23일. 2024년 8월 25일에 확인함.
22. ↑  “STARTO ENTERTAINMENT, 고액 전매자에게 개시 청구 나니와 남자 라이브 등 299건 대상 「부정 전매 행위의 박멸을 향해 필요한 조치를 강구해 갑니다」”. 《모델 프레스》. 인터넷 네이티브. 2024년 9월 5일. 2024년 9월 13일에 확인함.
23. ↑  “SnowMan 투어에 전매 횡행, 일시 120만엔에… 사무소「상황은 항상 주시」　리세르 도입은「신중하게 검토」”. 《J-CAST 뉴스》. 제이 캐스트. 2024년 9월 28일. 2024년 9월 28일에 확인함.
24. 1 2  “旧쟈니스, 후쿠다 아츠시 사장 취임으로 무엇이 바뀌는지 에이전트 계약은 탤런트에 구원이 되는 것인가?”. 《도쿄 경제 온라인》. 2023년 12월 8일. 2023년 12월 13일에 확인함.
25. ↑  “「TOKIO」STARTO사와의 에이전트 계약을 발표 「지금까지 이상 정진」5·1 신사옥 이전에”. 스포니치 Sponichi Annex. 2024년 4월 12일. 2024년 4월 19일에 확인함.
26. ↑  “아라시, 스타트사와 그룹 에이전트 계약 “주식회사 아라시” 대표 이사의 시노미야 타카시씨가 보고”. 스포츠호치. 2024년 4월 19일. 2024년 4월 19일에 확인함.
27. ↑  “사쿠라이 쇼 「개인적으로 준비를 진행해 왔습니다」 개인의 HP 개설의 이유를 밝힌다 【코멘트 전문】: 닛테레NEWS NNN”. 닛테레NEWS NNN. 2024년 4월 10일. 2024년 4월 19일에 확인함.
28. ↑  “기쿠치 카즈마, STARTO ENTERTAINMENT와 전속 에이전트 계약 27일에 개인 FC도 개설에 「1세 일대의 도전」”. ORICON NEWS. 2024년 4월 20일. 2024년 4월 20일에 확인함.
29. ↑  “카와이 후미토 STARTO 사와의 에이전트 계약 & 개인 회사 설립을 보고 「스스로 확실히 일과 마주해」”. スポニチAnnex. 2024년 4월 29일. 2024년 4월 29일에 확인함.
30. ↑  “나카마루 유이치 「에이전트 계약과 매니지먼트의 믹스」합의 발표”. 스포니치 Sponichi Annex. 2024년 1월 20일. 2024년 4월 19일에 확인함.
31. ↑  《『STARTO ENTERTAINMENT』합동 이벤트에 13조 72명 집결 자선곡 〈WE ARE〉를 첫 피로&오사카 공연을 전달에》. 《ORICON NEWS》 (oricon ME). 2024년 4월 11일. 2024년 4월 16일에 확인함.
32. 1 2 3  “WE ARE!　Let's get the party STARTO!! 특설 사이트”. STARTO ENTERTAINMENT. 2024년 3월 3일에 확인함.
33. ↑  《WE ARE! Let's get the party STARTO!!》. 《FAMILY CLUB online》 (SMILE-UP.). 2024년 5월 30일에 확인함.
34. ↑  “STARTO소속 14조 75명이 노토 부흥 자선곡 「긍정적으로 걸어갈 수 있는 기분의 근원의 하나로」”. 《Sponichi Annex》 (스포츠 닛폰 신문사). 2024년 4월 3일. 2024년 5월 1일에 확인함.
35. 1 2  《STARTO ENTERTAINMENT14조 75명이 집결 자선 싱글 「WE ARE」발매 결정》. 《마이 나비 뉴스》 (마이네비). 2024년 4월 3일. 2024년 5월 1일에 확인함.
36. ↑  《【갱신】STARTO for you 「WE ARE」의 CD 발매 연기와 사과의 소식 : STARTO ENTERTAINMENT》. STARTO ENTERTAINMENT. 2024년 6월 9일에 확인함.
37. ↑  《STARTO스타토「WE ARE!」Netflixで세계 독점 전달 결정 메이킹도 동시 전달》. 《마이 나비 뉴스》 (마이네비). 2024년 7월 21일. 2024년 7월 24일에 확인함.
38. ↑  《King & Prince 나가세 렌, 오른쪽 귀 부상에 의한 수술로 일시 활동 휴지 의사로부터 「2주일 정도의 요양 기간이 필요하다는 지시」【발표 전문】》. 《ORICON NEWS》 (oricon ME). 2024년 5월 30일. 2024년 5월 30일에 확인함.
39. 1 2  “SE사 소속의 간사이세 「SUPER EIGHT」 「WEST.」 「나니와단시」가 신 유닛 「KAMIGATA BOYZ」결성”. 주니치 신문사. 2024년 4월 29일. 2024년 5월 1일에 확인함.
40. ↑  《×××××. POP UP STORE 오픈 알림》. Merch Company. 2023년 12월 1일. 2024년 7월 25일에 확인함.
41. ↑  《×××××.POP UP STORE 앰배서더에 WEST.가 취임! !》 (YouTube). Merch Company Channel. 2024년 4월 1일. 2024년 7월 25일에 확인함.
42. ↑  《【×××××.POP UP STORE앰배서더】 공지》 (YouTube). Merch Company Channel. 2024년 7월 16일.  0m29s에 발생. 2024년 7월 25일에 확인함.
43. ↑  《Travis Japan【FAMILY CLUB.STORE 글로벌】㊗️서포터 취임! 그래서 대만 가 보았다!》 (YouTube). Travis Japan 공식 채널. 2024년 8월 24일.  0m23s에 발생. 2024년 9월 13일에 확인함.
44. ↑  《【후쿠오카점】셔틀버스 운행 안내》. Merch Company. 2024년 4월 24일. 2024년 7월 25일에 확인함.
45. ↑  “화샨에 STARTO 팝업 스토어 소속 30 그룹 상품 판매”. 《타이베이 경제 신문》. 2024년 8월 9일. 2024년 8월 25일에 확인함.
46. ↑  客路旅行, Klook. “FAMILY CLUB.STORE GLOBAL : 한정 쾌섬점 : 화샨 분창 : 여름 휴가 2024”. 《Klook Travel》 (중국어). 2024년 7월 25일에 확인함.